# Liste der guinea-bissauischen Botschafter beim Heiligen Stuhl
Die Liste der guinea-bissauischen Botschafter beim Heiligen Stuhl bietet einen Überblick über die Leiter der diplomatischen Vertretung Guinea-Bissaus beim Völkerrechtssubjekt des Heiligen Stuhls seit Aufnahme diplomatischer Beziehungen.
| Amtszeit  | Name                               | Anmerkung                        |
| --------- | ---------------------------------- | -------------------------------- |
| 1987–1990 | Leonel Sebastiao Vieira            | Botschafter                      |
| 1990–1992 | Maria de Lourdes Pimentel          | Geschäftsträgerin                |
| 1992–2011 |                                    | keine diplomatischen Beziehungen |
| 2011–2019 | Hília Garez Gomes Lima Barber      | Botschafterin                    |
| 2019–     | Filomena Mendes Mascarenhas Tipote | Botschafterin                    |

## Weblink
- Martin Wolters: Das beim Hl. Stuhl akkreditierte Diplomatische Korps In: Die Apostolische Nachfolge